# 1.5 кг
1.5 кг (ранее 1.5 кг Отличного Пюре) — российская поп-панк-группа, основанная в 1997 году в Санкт-Петербурге.

## История группы
Будущие участники группы были к тому времени достаточно опытными музыкантами, выступавшими в различных проектах (в том числе и в хардкор группе Бампер). Состав полностью стабилизировался к 1999 году.
5 декабря 2008 года группа выступила на разогреве у The Offspring в Ледовом дворце.
Незадолго до интернет-релиза мини-альбома «Как Ни Жаль» в сентябре 2010 года, группа изменила своё название на «1.5 кг».
В 2012 году выступала на разогреве у Sum 41, в 2017 — у The Ataris.
В 2013 году составом группы 1.5 кг записали альбом группы BLCLVA, который получил одноимённое название.
В настоящее время группа не существует.
В 2022 году вышел альбом Аутентик от группы Пити, образованной бывшими участниками 1.5 кг

## Состав
- Дмитрий Ганжа — вокал, гитара
- Алексей «Дэн» Кузнецов — гитара, вокал
- Алексей Соловьёв — бас-гитара, бэк вокал
- Кирилл Павловский — барабаны

## Дискография

### Студийные альбомы
| Год  | Название      |
| ---- | ------------- |
| 2001 | Superpunk     |
| 2002 | Гравитация    |
| 2004 | Центр Тяжести |
| 2006 | Летние Дни    |
| 2013 | BLCLVA        |

### Мини-альбом
| Год  | Название    | Лейбл          |
| ---- | ----------- | -------------- |
| 2010 | Как Ни Жаль | Интернет релиз |

### Участие в сборниках
| Год  | Название                                              | Композиция                           |
| ---- | ----------------------------------------------------- | ------------------------------------ |
| 2005 | Наивные Песни — A Tribute to Наив                     | «Измена»                             |
| 2004 | Высшая Школа Панка Vol.1                              | «Летние дни (demo version)»          |
| 2003 | Мы из Питера                                          | «Cosmos»                             |
| 2003 | Русский Скейт-Панк Сборник                            | «В доме моём»                        |
| 2003 | Fuzz Box Vol.15                                       | «Шампунь»                            |
| 2002 | Пиво, Девки и Панк Рок Vol.2                          | «Кукла»                              |
| 2002 | Доски 2 — Punk Mix                                    | «Твои Проблемы»                      |
| 2002 | Типа Панки и Все Такое Vol.5                          | «Cosmos»                             |
| 2001 | Ska Punk Вторжение                                    | «Субботний вечер»                    |
| 2001 | Типа Панки и Все Такое Vol.4                          | «Бери доску»                         |
| 2000 | Типа Панки и Все Такое Vol.3                          | «Марс Атакует!», «Субботний вечер»   |
| 2000 | Зона бомбардировки Vol.3                              | «Я Бегу»                             |
| 2000 | Типа Панки и Все Такое Vol.2                          | «Живодёр»                            |
| 1999 | Типа Панки и Все Такое Vol.1                          | «Dr.Martens»                         |
| 1999 | Контейнер: Нелегальный Продукт                        | «Марс Атакует!»                      |
| 1998 | Типа Атакуем! Сборник Радикального Музона и Всё Такое | «Les Vacances D’Amour», «Dr.Martens» |

### Видео
| Год  | Информация                                                                             |
| ---- | -------------------------------------------------------------------------------------- |
| 2008 | Pure Live — Back To The Summer Tour - Записан: Минск, Концерт 07.03.2007 - Формат: DVD |